# Duanju
Duanju (chino simplificado: 短剧), a veces traducido como microdrama, es un tipo de serie web o televisiva de formato corto que ha ganado popularidad en China. Estas series suelen adaptarse de webserial chinas y se publican en plataformas de nuevos medios como TikTok/Douyin (抖音 en China). Cada episodio es muy breve, generalmente de 1 a 2 minutos de duración. Aunque la duración de un episodio puede variar entre 1 y 6 minutos, es relativamente raro encontrar episodios de más de 3 minutos. Una serie completa puede constar de entre 20 y 100 episodios, lo que hace que su duración total sea comparable a la de una o dos películas convencionales. Diseñadas principalmente para plataformas móviles, muchas duanju se producen directamente en formato vertical para facilitar su visualización en dispositivos móviles. Están optimizadas para su visualización vertical en teléfonos inteligentes, dirigidas a audiencias que prefieren entretenimiento breve que se adapte a hábitos de consumo fragmentados. Debido a su brevedad y diseño orientado a móviles, a veces se las denomina en inglés "short dramas", "vertical dramas", "micro-dramas" o "mobile dramas". Algunas duanju se han adaptado a juegos cinematográficos interactivos.
En comparación con los dramas televisivos chinos anteriores, las duanju contienen más contenido ficticio e imaginativo. En cuanto a su narrativa, estos dramas breves chinos podrían compararse con los seriales televisivos de los países angloparlantes, aunque con un estilo más acelerado.

## Historia
Las duanju tienen su origen en las webserial chinas que surgieron alrededor de 2002. Estas historias eran escritas por usuarios en sitios como Qidian y se publicaban por entregas, dando a los lectores la opción de pagar por capítulo o mediante suscripción. Para 2023, la audiencia de duanju alcanzó aproximadamente 1.600 millones de personas.

## Expansión internacional

### Europa
Desde 2025, la plataforma asiática Stardust TV ha comenzado su expansión en Europa, particularmente en Francia. Entre sus nuevos contenidos se encuentra la serie vertical francesa Les Aventures avec ma voisine (Next Door Adventure), producida por Guillaume Sanjorge. Se considera la primera serie francesa distribuida en una plataforma asiática dedicada a la ficción vertical para móviles.
El auge de la ficción vertical para móviles en Europa fue puesto de relieve durante eventos internacionales celebrados en París el 23 de noviembre de 2024 y el 14 de junio de 2025, donde la asociación Studio Phocéen reunió a creadores, productores y plataformas para presentar este formato narrativo en evolución.

### Estados Unidos
Las productoras chinas han comenzado a colaborar con sus homólogas estadounidenses y británicas para llevar este contenido a audiencias anglófonas. Esto se realiza mediante el doblaje de las series chinas originales o recreando las historias con actores que hablan inglés. Estas producciones suelen tener presupuestos muy reducidos y pueden grabarse en tan solo diez días para cubrir toda una temporada.

## Producción en China
A diferencia de la mayoría del contenido subido a aplicaciones como TikTok, las duanju son generadas profesionalmente en lugar de ser contenido generado por usuarios. Las productoras chinas contratan actores y equipos profesionales para grabar y editar el contenido.
En China, las duanju suelen grabarse en menos de dos semanas y con un presupuesto muy reducido. Normalmente siguen un modelo freemium, ofreciendo algunos episodios gratis antes de monetizar las series mediante diversos métodos, como vídeo bajo demanda o modelos de suscripción.

## Impacto
Las duanju (drama breve o drama vertical) son uno de los sectores de mayor crecimiento en la industria del entretenimiento china. En 2024, el mercado superó los 50.000 millones de yuanes (6.800 millones de USD), lo que las convirtió en uno de los sectores más rentables de la industria del entretenimiento en China.
En 2025, el periódico británico The Guardian destacó el creciente éxito de los duanju fuera de Asia, especialmente en Estados Unidos, donde plataformas como ReelShort han popularizado el formato entre un público joven, gracias a episodios de un minuto, argumentos adictivos y finales en suspenso. El artículo también menciona que esta tendencia podría representar un mercado de más de 14 mil millones de dólares para 2027.

## Controversias de derechos de autor
Debido al corto ciclo de producción y bajo costo, cuando un guion se vuelve popular muchas empresas compiten por imitarlo, saturando internet con tramas idénticas. Esto genera agotamiento en la audiencia e infringe los derechos de autor y otras propiedades intelectuales de los creadores originales.